# Currents (album)
Currents is het eerste muziekalbum dat de Nederlandse pianist Wolfert Brederode opnam voor het Duitse platenlabel ECM Records. Het album is opgenomen in de Rainbow Studio in Oslo onder leiding van de haast vaste geluidstechnicus van ECM Jan Erik Kongshaug. Het album bevat stemmige, rustige en vooral lyrische jazzmuziek.

## Musici
- Wolfert Brederode – piano
- Claudio Puntin – klarinet, basklarinet
- Mats Eilertsen – contrabas
- Samuel Rohrer – slagwerk

## Composities
Allen van Brederode, behalve waar aangegeven:
1. Common fields (8:33)
2. Empty room (6:32)
3. As you July me (5:02) (Brederode en Susanne Abbuehl)
4. High and low (5:44)
5. With them (3:10)
6. Frost flower (5:07)
7. Scarebee (5:51)
8. Soil (4:04)
9. Ebb (5:09)
10. Barcelona (3:20)